# Najadales
Najadales è un ordine di piante a fiore monocotiledoni, a cui appartengono numerose specie acquatiche.

## Classificazione
Secondo il sistema Cronquist, l'ordine è composto da 10 famiglie:
- Aponogetonaceae
- Scheuchzeriaceae
- Juncaginaceae
- Potamogetonaceae
- Ruppiaceae
- Najadaceae
- Zannichelliaceae
- Posidoniaceae
- Cymodoceaceae
- Zosteraceae

La classificazione filogenetica (APG IV) non accetta come valido il taxon e inserisce le famiglie in esso comprese nell'ordine Alismatales.